# Mestruazione

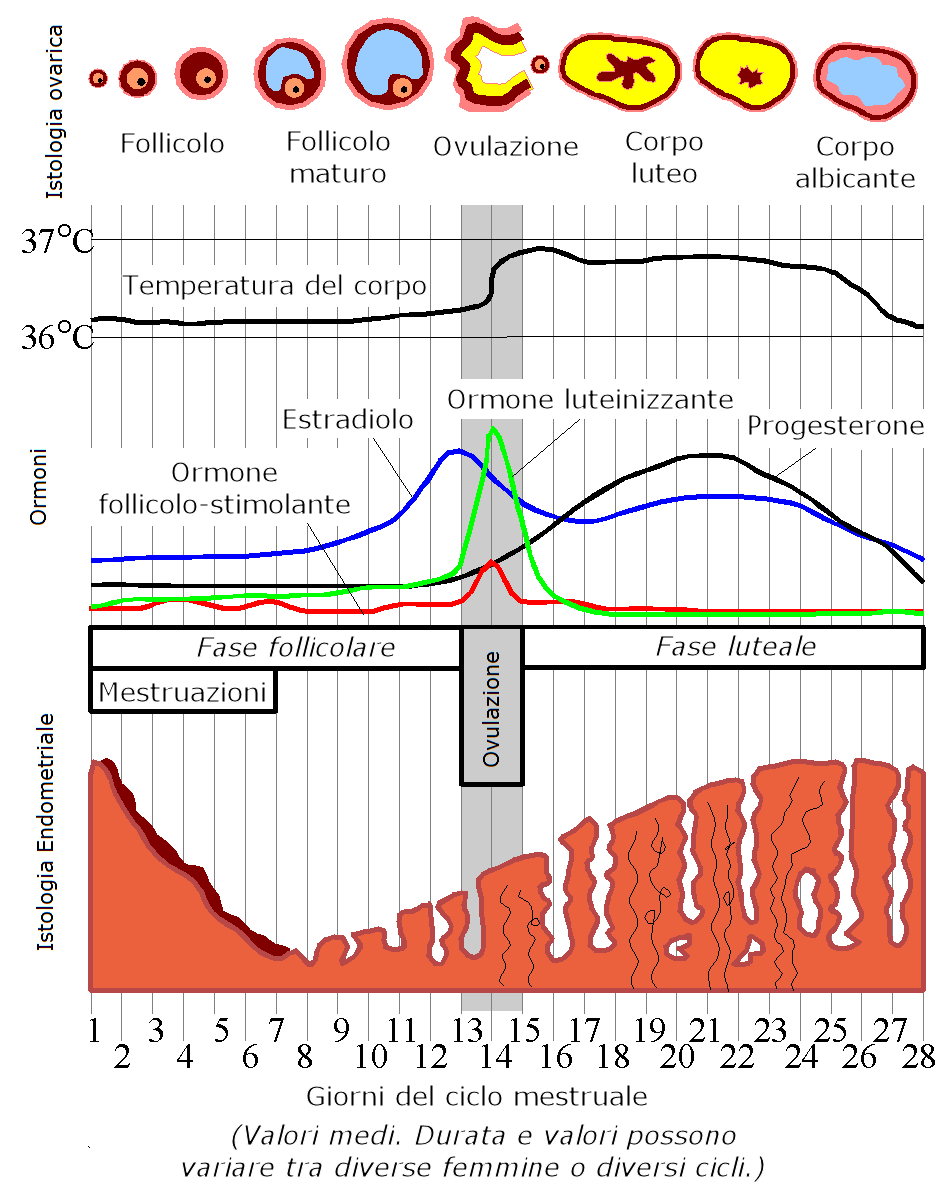
Ciclo mestruale e ormonale

La mestruazione (conosciuta più spesso al plurale come mestruazioni) è la regolare perdita di sangue e tessuto mucoso proveniente dalla cavità uterina, attraverso la vagina, in seguito allo sfaldamento dello strato superficiale dell'endometrio. Si verifica ciclicamente nelle donne fertili, è resa possibile da un'avvenuta ovulazione ed è innescata dalla caduta dei livelli di progesterone. È un segno che l'ovulo rilasciato durante l'ovulazione non è stato fecondato e che dunque, non verificandosi la gravidanza, viene eliminato dal corpo femminile attraverso il "ciclo".
Durante questo periodo l'endometrio attraversa dei cambiamenti e passa dalla fase proliferativa alla fase secretiva. La prima fase rigenera lo strato superficiale di endometrio, sfaldato durante la mestruazione precedente; la seconda è necessaria per creare un ambiente ottimale per l'impianto della blastocisti, qualora fosse avvenuta la fecondazione. Nel caso non avvenga la fecondazione l'endometrio si sfalda a causa di una diminuzione dei livelli di estrogeni e progesterone, iniziando la mestruazione. Se avviene la fecondazione, l'embrione stimola la produzione di gonadotropina corionica umana (hCG) prolungando la vita del corpo luteo (corpo luteo gravidico), il quale continua a secernere progesterone ed estrogeni impedendo la mestruazione e consentendo il proseguimento della gravidanza. Per stabilire l'età gestazionale e l'epoca presunta del parto è necessario conoscere la data dell'ultima mestruazione.
La prima mestruazione, nota come menarca, avviene solitamente tra i 12 e i 15 anni. Le mestruazioni a partire dagli 8 anni sono comunque da considerarsi normali. L’intervallo di tempo tipico tra il primo giorno di un ciclo (primo giorno di sanguinamento) e il ciclo successivo è compreso tra 21 e 45 giorni nelle adolescenti. Nelle adulte, l'intervallo è compreso tra 21 e 35 giorni con una media di 29 giorni. Il sanguinamento di solito dura da 2 a 7 giorni. Le mestruazioni si fermano durante la gravidanza e in genere non riprendono durante i primi mesi di allattamento. Le mestruazioni terminano dopo la menopausa, che di solito si verifica tra i 45 e i 55 anni di età.
I disturbi e i sintomi che si presentano prima delle mestruazioni, che interferiscono con la vita normale, sono chiamati sindrome premestruale (PMS). Circa il 20-30% delle donne soffre di sindrome premestruale, con il 3-8% in cui si manifestano sintomi gravi. Questi includono acne, dolore al seno, gonfiore, sensazione di stanchezza, irritabilità e cambiamenti di umore. Altri sintomi che presentano alcune donne includono forti dolori ed emorragie durante la mestruazione e sanguinamento anormale in diversi momenti del ciclo mestruale. L'80% delle donne italiane soffre di mestruazioni dolorose, più della metà deve assumere medicinali per gestirle e un terzo si assenta dal lavoro per questo motivo. L'assenza di mestruazioni, nota come amenorrea, si divide in: amenorrea primaria (quando il menarca non si è verificato al compimento del sedicesimo compleanno, o è assente in 90 giorni), secondaria (se le mestruazioni sono assenti per 90 giorni), e ipotalamica.

## Caratteristiche

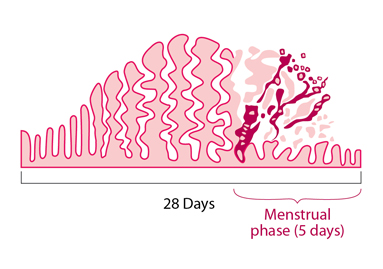
Diagramma che illustra come il rivestimento dell’endometrio si accumula e si rompe durante il ciclo mestruale

### Lunghezza e durata
Il primo ciclo mestruale si verifica dopo l'inizio della crescita puberale ed è chiamato menarca. L'età media del menarca è compresa tra 12 e 15 anni. Tuttavia, può verificarsi già a otto anni. L'età media è generalmente più tarda nei paesi in via di sviluppo e prima nei paesi sviluppati. Negli Stati Uniti, l'età media del menarca è rimasta costante dagli anni cinquanta ad oggi.
Le mestruazioni sono una fase visibile del ciclo mestruale e vengono utilizzate come indicatore nel tracciamento del ciclo mestruale. Il primo giorno di sanguinamento è per definizione il giorno 1 di un nuovo ciclo mestruale. Il periodo di tempo tipico tra il primo giorno della mestruazione e l'inizio del ciclo successivo è compreso tra 21 e 45 giorni nelle giovani donne e tra 21 e 31 giorni nelle adulte. La durata media è di 28 giorni; stimato, secondo uno studio a 29,3 giorni. La variabilità della durata del ciclo mestruale è massima per le donne sotto i 25 anni di età ed è più bassa, cioè più regolare, tra i 25 e i 39 anni. La variabilità aumenta leggermente per le donne di età compresa tra 40 e 44 anni, che attraversano la peri-menopausa.

### Sanguinamento
Il volume medio di perdite durante il ciclo mestruale è di 35mL, dai 10 a 80mL considerati tipici. Il flusso prende il nome di liquido mestruale. Il liquido mestruale è bruno-rossastro, un colore leggermente più scuro del sangue venoso.
Circa la metà del liquido mestruale è sangue, in cui vi si trova sodio, calcio, fosfato, ferro e cloruro, quantità ed entità variano da donna a donna. Oltre al sangue, il fluido è costituito anche da muco cervicale, secrezioni vaginali e tessuto endometriale. Durante le mestruazioni, i fluidi vaginali sono composti da acqua, elettroliti comuni (Na+, K+, Cl- e Ca2+) ed almeno 14 proteine, comprese le glicoproteine.
A molte donne e ragazze si presentano dei coaguli di sangue durante le mestruazioni, questi appaiono come grumi di sangue che possono sembrare tessuti. Se si è verificato un aborto spontaneo o un parto morto, un esame al microscopio può confermare se si trattava di tessuto endometriale o tessuto derivante da una gravidanza (prodotti nel concepimento).

## Etimologie
Il termine "mestruazione" deriva dal latino di tradizione medica menstruatio ("mensilità"), sostantivo derivato dall'avverbio di tempo menstrum ("una volta al mese"). L'uso grammatico al plurale indica una data ciclicamente ricorrente.

## Disturbi mestruali
Il 25% delle donne avverte sintomi premestruali di moderata o grave entità. I sintomi più frequenti sono: dismenorrea, tensione premestruale, mal di schiena, cefalea mestruale, mastodinia (dolore alle mammelle) e tensione mammaria. 
Disturbi nella mestruazione sono:
- ipomenorrea, perdita ematica inferiore ai 20 millilitri
- ipermenorrea, perdita ematica superiore agli 80 millilitri
- menorragia, perdita più abbondante e/o più lunga rispetto al flusso normale
- metrorragia, perdita ematica scarsa o abbondante nell'intervallo tra due flussi mestruali o prima della pubertà o dopo la menopausa
- menometrarragia, quando la perdita ematica, iniziata con il flusso mestruale, è continua ed abbondante anche durante il periodo intermestruale.

### Dismenorrea
La mestruazione dolorosa viene considerata una malattia solo se impedisce alla donna le normali attività quotidiane, costringendola a letto per più ore o giorni. Si distingue in una forma primaria (propria delle donne che non hanno mai partorito) e in una forma secondaria (frequente nelle donne che hanno già partorito).

### Tensione premestruale
Può capitare che occasionalmente la dismenorrea sia acuita da una condizione di tensione psicologica. Quest'ultima può anche sfasare la regolarità del ciclo o, talvolta, impedire il verificarsi stesso del flusso mensile. Il recupero di uno stato psicologico più sereno consente la ripresa del ciclo ormonale normale.